# Yoshitaka Arimoto
Yoshitaka Arimoto (jap. 有本良孝 Arimoto Yoshitaka) - japoński zapaśnik w stylu wolnym. Drugi w mistrzostwach Azji w 1987 roku.